# Белизско-колумбийские отношения
Белизско-колумбийские отношения — двусторонние дипломатические отношения между Белизом и Колумбией. Государства являются членами Организации Объединённых Наций, Организации американских государств (ОАГ) и Сообщества стран Латинской Америки и Карибского бассейна.

## История
Дипломатические отношения между государствами установлены 15 февраля 1982 года, менее чем через год после обретения Белизом независимости от Великобритании. Ранее Колумбия подписывала с Великобританией договоры: в 1888 году был подписан договор о выдаче. В 1866 и 1980 годах они обменивались документами, направленными на развитие отношений дружбы, торговли и мореплавания.

## Важные вопросы
Белиз участвует в проектах в рамках Стратегии сотрудничества со странами Карибского бассейна. Белиз получал помощь по различным направлениям, таким как:
- Государственная служба: Колумбия проводила обучение по различным аспектам государственной службы, включая управление качеством, аудит, коммунальное водоснабжение, канализацию и основные санитарные услуги (управление и тарифы), а также обслуживание граждан.
- Безопасность: Колумбия обучала вооружённые силы Белиза методам борьбы с незаконным оборотом наркотиков на море и в воздухе, контролю за оборотом наркотиков в портах и аэропортах, противовоздушной обороне, отмыванию денег, предотвращению насилия, уголовной разведке, прозрачности деятельности полиции и поставкам наркотиков.
- Социальное обеспечение: Белиз получал помощь в следующих областях: выплата субсидий, сокращение бедности.
- Развитие: Банковское дело второго уровня, технологическое развитие и инновации, малые и средние предприятия, предпринимательство и модели устойчивого производства — Белиз получал технические консультации от Колумбии. С другой стороны, Колумбия, наряду с Мексикой, помогает большинству стран Центральной Америки в рамках проекта «Мезоамерика». Белиз также получает выгоду от инфраструктурных, туристических и экологических проектов[5].

### Территориальный спор между Белизом и Гватемалой
В 2012 году на встрече министров иностранных дел Колумбии и Гватемалы, колумбийский министр приветствовал решение правительства Белиза и Гватемалы решить территориальный спор мирным путем. Колумбия приветствует мирное разрешение споров и избегает принятия чьей-либо стороны в этом конфликте.

### Наркотрафик
В 2011 году Белиз был внесён Соединёнными Штатами Америки в чёрный список стран, связанных с незаконным оборотом наркотиков, поскольку территориальное расположение делает его коридором для транспортировки наркотиков в США и островные страны Карибского бассейна. Поэтому Белиз, как и Колумбия, укрепляет свои связи в борьбе с наркопроблемой посредством многосторонних форумов, главным из которых является ОАГ.

### Дипломатические представительства
В 2002 году Колумбия приняла решение закрыть своё посольство в Белизе, поэтому все дипломатические вопросы Колумбии в этой стране решаются через дипломатическое представительство в Сан-Сальвадоре. Аналогичным образом Белиз аккредитовал своего посла в Мехико для представления интересов в Колумбии.

## Торговля
В 1994 году Карибское сообщество и Колумбия подписали соглашение о свободной торговле, направленное на содействие торговле и инвестициям, сотрудничеству и созданию совместных предприятий.
| Государство | Экспорт (доллар США) | Процент (экспорт) | Процент (импорт) | Процент (всего) | Товары                                                                                          |
| ----------- | -------------------- | ----------------- | ---------------- | --------------- | ----------------------------------------------------------------------------------------------- |
| Белиз       | $169.620             | 0.00249 %         | 0.20559 %        | 0.14336 %       | химикаты, игрушки, изделия из дерева, котлы, изделия из пластика, электроприборы.               |
| Колумбия    | $1.800.903           | 0.00306 %         | 0.00029 %        | 0.00167 %       | химикаты, фармацевтические препараты, котлы, продукты питания, керамика, органические химикаты. |

Источник: Trade Map